# Цикалы
Цикалы (укр. Цикали) — село, Корниенковский сельский совет, Великобагачанский район, Полтавская область, Украина.
Код КОАТУУ — 5320281806. Население по переписи 2001 года составляло 34 человека.

## Географическое положение
Село Цикалы находится на расстоянии до 1,5 км от сёл Корниенки и Шпирны. По селу протекает пересыхающий ручей с запрудой.